# Royal Rumble (2014)
Royal Rumble (2014) foi um evento de luta profissional em formato pay-per-view produzido pela WWE e patrocinado pela Jackson Hewitt, que ocorreu em 26 de janeiro de 2014, no Consol Energy Center em Pittsburgh, Pensilvânia. Este foi o vigésimo sétimo evento da cronologia do Royal Rumble, o primeiro a acontecer na cidade de Pittsburgh e o primeiro pay-per-view de 2014 no calendário da WWE.
Ao todo, foram realizados cinco combates de luta profissional, que produziram um supercard. Como nos eventos anteriores, um dos principais focos do Royal Rumble de 2014 foi a realização da luta homônima; a luta Royal Rumble consiste em um lutador entrando no ringue em um intervalo de 90 segundos, até que 30 tenham adentrado o ringue. Um lutador é eliminado ao passar pela corda mais alta com os dois pés tocando o chão. O último competidor a permanecer dentro do ringue é declarado o vencedor e como prêmio, ganharia o direito de uma luta pelo Campeonato Mundial dos Pesos-Pesados da WWE no WrestleMania XXX. Batista foi o vencedor ao eliminar por último Roman Reigns. Em outro combate, Randy Orton manteve o Campeonato Mundial dos Pesos-Pesados da WWE ao derrotar John Cena após uma distração da facção Wyatt Family. Além disso, os New Age Outlaws (Road Dogg e Billy Gunn) derrotaram os então campeões de duplas da WWE Cody Rhodes e Goldust para conquistar o título no pré-show do evento, Bray Wyatt derrotou Daniel Bryan e Brock Lesnar derrotou Big Show.
O Royal Rumble recebeu críticas mistas de sites especializados e negativa por parte dos fãs. Durante o evento foi notável a reação altamente desfavorável no confronto entre Randy Orton e John Cena e na luta Royal Rumble, onde os espectadores presentes vaiaram a ausência de Daniel Bryan e a posterior vitória de Batista. Fãs de todo o mundo (incluindo o lutador aposentado Mick Foley) manifestaram seu descontentamento após o Royal Rumble nas redes sociais, causando um "pesadelo de relações públicas para a WWE". Em contrapartida, a luta entre Daniel Bryan e Bray Wyatt no início da noite foi elogiada, sendo considerada um dos melhores combates de 2014. O evento também marcou a última aparição de CM Punk na WWE, que abandonou a empresa no dia seguinte ao evento, apesar de ainda estar sob contrato.

## Antes do evento

### Contexto e conceito
Royal Rumble (2014) teve combates de luta profissional de diferentes lutadores com rivalidades e histórias pré-determinadas que se desenvolveram no Raw, SmackDown e Main Event — programas de televisão da WWE, tal como nos programas transmitidos pela internet - Superstars e NXT. Os lutadores interpretaram um vilão ou um mocinho seguindo uma série de eventos para gerar tensão, culminando em várias lutas.
A luta característica do evento - a homônima Royal Rumble - daria ao vencedor uma chance pelo Campeonato Mundial dos Pesos-Pesados da WWE, no WrestleMania XXX. O combate consiste em 30 lutadores, entrando no ringue em intervalos de tempo pré-determinados. A luta acaba quando, após os 30 lutadores tiverem entrado no ringue, 29 tenham sido eliminados. A eliminação ocorre quando um lutador é jogado do ringue por cima da corda mais alta, com os dois pés tocando o chão. O último lutador no ringue é declarado o vencedor. Em 2014, a luta aconteceu pela vigésima sétima vez, com o combate de 2011 tendo sido disputado por 40 lutadores e o de 1988, por 20. Todos os restantes tiveram 30 participantes. No Old School Raw em 6 de janeiro de 2014, Batista, vencedor do Royal Rumble de 2005, foi o primeiro participante anunciado. Mais tarde na mesma noite, o vencedor do Royal Rumble de 2011, Alberto Del Rio, também foi confirmado como participante. Na semana seguinte, pelo WWE App, mais dez nomes foram confirmados como participantes, incluindo o campeão intercontinental Big E Langston e os campeões de duplas Cody Rhodes e Goldust. No Raw de 20 de janeiro, Kane anunciou que CM Punk seria o primeiro a entrar.

### Rivalidades

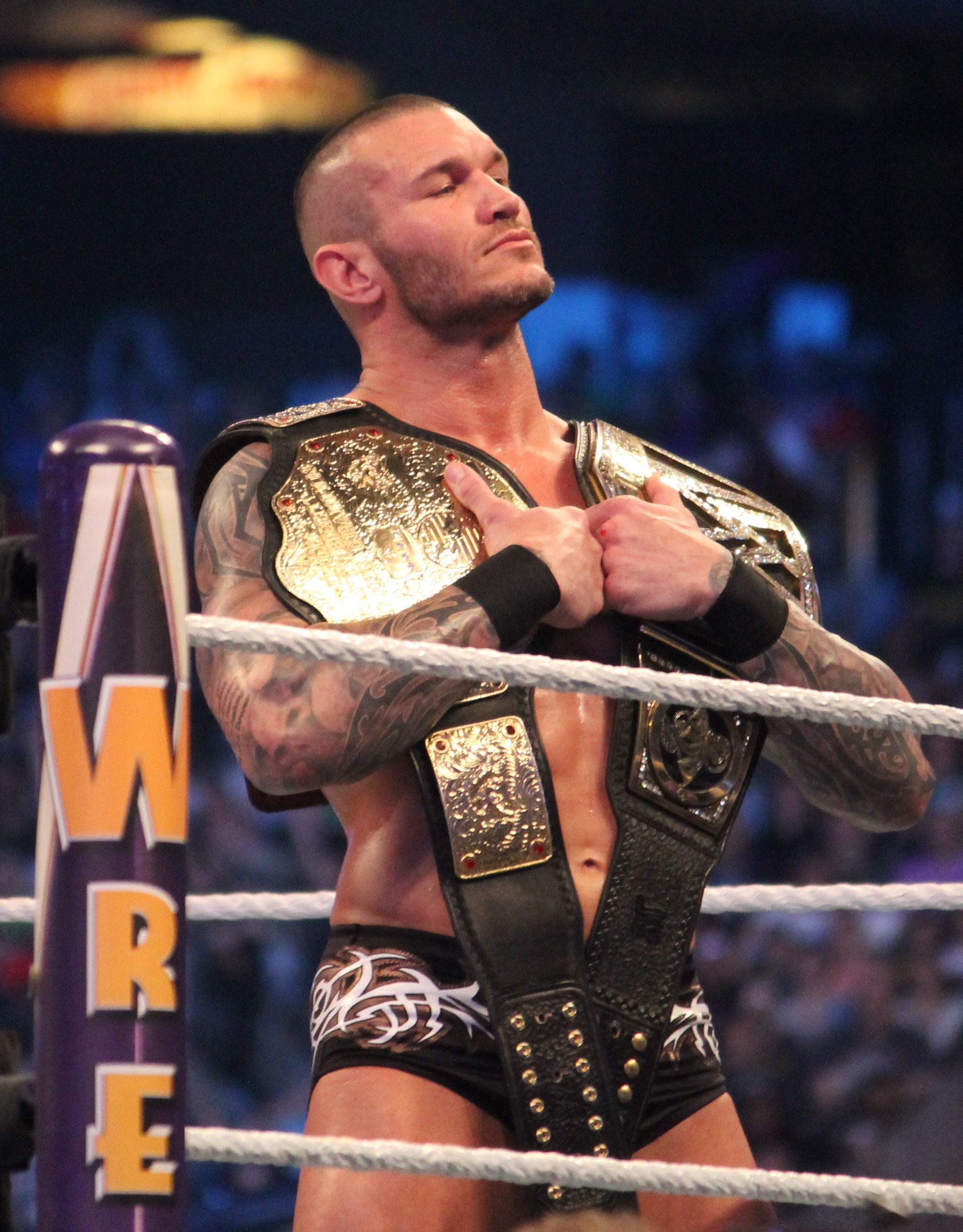
Randy Orton defendeu o Campeonato Mundial dos Pesos-Pesados da WWE contra John Cena

O campeão da WWE Randy Orton derrotou o campeão mundial dos pesos-pesados John Cena em uma luta Tables, Ladders, and Chairs no TLC: Tables, Ladders & Chairs de 2013 para unificar os títulos e criar o Campeonato Mundial dos Pesos-Pesados da WWE. No Raw da noite seguinte, Orton foi confrontado por Cena, que, com o apoio de The Authority (Triple H e Stephanie McMahon), desafiou Orton a enfrentar Daniel Bryan. Na mesma noite, Bryan derrotou Orton por desqualificação após Orton aplicar-lhe um golpe baixo. Ao tentar ajudar Bryan, Cena foi atacado por Orton, que lhe aplicou um RKO. No Raw de 30 de dezembro, Stephanie McMahon anunciou que, na luta principal do Royal Rumble, Orton defenderia o título contra Cena. Após ser derrotado por Kofi Kingston no Raw de 13 de janeiro de 2014, Orton atacou o pai de Cena, que estava na plateia.
Brock Lesnar retornou ao Raw no episódio de 30 de dezembro de 2013, com Paul Heyman, anunciando sua intenção de enfrentar o vencedor da luta do Royal Rumble entre Randy Orton e John Cena pelo Campeonato Mundial dos Pesos-Pesados da WWE, desafiando qualquer lutador do elenco a impedi-lo. Mark Henry respondeu ao desafio, sendo atacado por Lesnar e tendo em si aplicado um F5 fora do ringue. Na semana seguinte, Henry voltou a interromper Lesnar e Heyman, sendo novamente atacado pelo primeiro. Desta vez, Brock deslocou o cotovelo de Henry utilizando um Kimura Lock. Após o ataque em Henry, Lesnar foi confrontado por Big Show. Mesmo com distração de Heyman, Show conseguiu jogar Lesnar para fora do ringue. Durante o talk show MizTv no SmackDown de 10 de janeiro, Big Show desafiou Lesnar para uma luta no Royal Rumble. Em nome de Lesnar, Heyman aceitou o desafio.
Os New Age Outlaws (Billy Gunn e Road Dogg) derrotaram Cody Rhodes e Goldust no SmackDown de 17 de janeiro após uma interrupção de Vickie Guerrero. Ao derrotar os campeões de duplas, os Outlaws ganharam uma oportunidade pelo título no pontapé inicial (transmitido gratuitamente website oficial da WWE e pelo YouTube) do Royal Rumble.
No Raw após o Hell in a Cell de 2013, Bryan foi atacado nos bastidores pela The Wyatt Family (Bray Wyatt, Luke Harper e Erick Rowan). No Survivor Series, Bryan e CM Punk derrotaram Harper e Rowan. A rivalidade continuou no TLC: Tables, Ladders e Chairs, com Bryan sendo derrotado pelo grupo em uma luta 3-contra-1. No Raw de 30 de dezembro, Bryan aceitou unir-se à Wyatt Family durante uma luta contra o trio. Duas semanas depois, Bryan traiu Wyatt e o atacou durante uma luta em uma jaula. No Raw de 20 de janeiro, Bryan, ao saber que Harper e Rowan estariam no Royal Rumble, desafiou Bray para um combate individual.

## Evento
| Outras pessoas      | Outras pessoas                               |
| Papel:              | Nome:                                        |
| ------------------- | -------------------------------------------- |
| Comentaristas       | Michael Cole                                 |
| Comentaristas       | Jerry "The King" Lawler                      |
| Comentaristas       | John "Bradshaw" Layfield                     |
| Comentaristas       | Carlos Cabrera (espanhol)                    |
| Comentaristas       | Marcelo Rodríguez (espanhol)                 |
| Comentaristas       | Ricardo Rodriguez (espanhol)                 |
| Painel de discussão | Josh Mathews                                 |
| Painel de discussão | Shawn Michaels                               |
| Painel de discussão | Ric Flair                                    |
| Painel de discussão | "Hacksaw" Jim Duggan                         |
| Painel de discussão | Renee Young (mídias sociais)                 |
| Locutores           | Justin Roberts                               |
| Locutores           | Lilian Garcia                                |
| Árbitros            | Chad Patton                                  |
| Árbitros            | John Cone                                    |
| Árbitros            | Mike Chioda                                  |
| Árbitros            | Charles Robinson                             |
| Árbitros            | Rod Zapata                                   |
| Árbitros            | Marc Harris                                  |
| Autoridades         | Brad Maddox (gerente geral do Raw)           |
| Autoridades         | Vickie Guerrero (gerente geral do SmackDown) |
| Repórter            | Renee Young                                  |

### Pré-show
Antes do evento televisionado, um pré-show, denominado "pontapé inicial" ("kickoff"), foi exibido pelo YouTube e plataformas digitais da WWE. Nos bastidores, os gerentes gerais do Raw e do SmackDown Brad Maddox e Vickie Guerrero realizaram o sorteio de entradas para a luta Royal Rumble para alguns lutadores. Alberto Del Rio, R-Truth, The Real Americans (Jack Swagger e Antonio Cesaro), Kofi Kingston, The Great Khali e Damien Sandow sortearam seus números durante o segmento.
Ainda no pontapé inicial, Cody Rhodes e Goldust defenderam o Campeonato de Duplas da WWE contra os New Age Outlaws (Road Dogg e Billy Gunn). A luta terminou quando Rhodes aplicou um chute Beautiful Disaster em Dogg sem perceber que Gunn havia se colocado no combate ao tocar Dogg. Pelas costas, Billy Gunn aplicou um Fame-Ass-er em Rhodes, vencendo a luta e conquistando para os New Age Outlaws o sexto reinado como campeões de duplas na WWE (sendo os outros cinco, vitórias pelo Campeonato Mundial de Duplas).

### Lutas preliminares
O primeiro combate do evento televisionado em pay-per-view foi entre Daniel Bryan e Bray Wyatt. Apesar do contrário ter sido anunciado no Raw de 20 de janeiro, os seguidores de Wyatt Luke Harper e Erick Rowan o acompanharam ao ringue, antes de serem mandados aos bastidores por Wyatt. Durante a luta, Bryan pulou da beira do ringue em Wyatt, que se encontrava fora do ringue, aplicando-lhe um DDT e cortando-lhe o lábio. Mais tarde, Wyatt aplicou um Sister Abigail em Bryan na barricada de proteção ao redor do ringue, aplicando-lhe o movimento novamente dentro do ringue para vencer.
A segunda luta oficial do evento, entre Big Show e Brock Lesnar (acompanhado por seu agente Paul Heyman) durou pouco menos de dois minutos, já que, imediatamente ao entrar no ringue e antes do início oficial do combate, Lesnar atacou Show com diversas cadeiradas. Uma vez que a luta foi oficialmente iniciada, Lesnar rapidamente aplicou um F5 em Show, vencendo. Após o combate, Lesnar novamente utilizou cadeiras para ferir Show.

### Lutas principais
Randy Orton defendeu o Campeonato Mundial dos Pesos-Pesados da WWE contra John Cena no penúltimo combate da noite. Durante o combate majoritariamente igualitário para ambos os lutadores, a plateia vaiou tanto Orton quanto Cena, gritando para Daniel Bryan. Orton chegou a aplicar o movimento de finalização de Cena, o Attitude Adjustment, e Cena, o RKO, de Orton. A luta acabou quando a Wyatt Family (Bray Wyatt, Luke Harper e Erick Rowan) distraíram Cena, permitindo que Orton lhe aplicasse um RKO e vencesse o combate. Após o fim da luta, o trio atacou Cena.
Na luta final da noite, 30 lutadores se enfrentaram no combate Royal Rumble, com o vencedor recebendo uma luta pelo Campeonato Mundial dos Pesos-Pesados da WWE no WrestleMania XXX. Como anteriormente anunciado, CM Punk foi o primeiro participante a entrar no ringue, seguido por Seth Rollins. Os outros membros da Shield, Dean Ambrose e Roman Reigns entraram, respectivamente, nos números 11 e 15. Alexander Rusev, do NXT, fez sua estreia no elenco principal da WWE durante a luta Royal Rumble. Kevin Nash fez uma participação especial, tal como o comentarista John "Bradshaw" Layfield. Os quatro últimos lutadores no ringue foram Batista, Reigns, o retornante Sheamus e CM Punk. O último foi eliminado por Kane, que já havia sido eliminado do combate e retornou ao ringue para tirá-lo da luta. Sheamus foi eliminado por Reigns. Após bater o recorde de maior número de eliminações em um Rumble, com 12, Reigns foi eliminado por Batista, que venceu o combate pela segunda vez em sua carreira.

## Após o evento

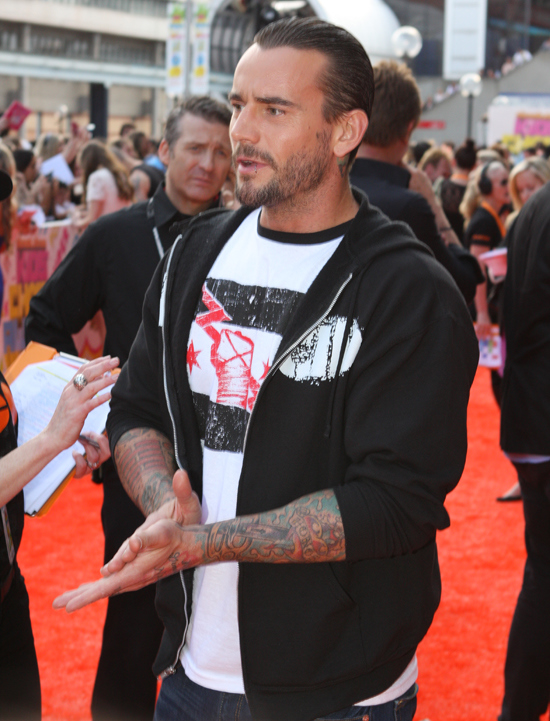
CM Punk (foto) não compareceu e não foi mais citado em nenhum evento da WWE após o Royal Rumble

Após o Royal Rumble, CM Punk não apareceu e não foi mencionado no Raw do dia seguinte. Apesar de ter sido anunciado para o SmackDown gravado na terça-feira, ele também não compareceu. Na quarta-feira, o WWE.com parou de anunciar Punk para eventos futuros. Mais tarde, foi relatado pelo Wrestling Observer que na segunda-feira, Punk tinha legitimamente saído da WWE e dito a Vince McMahon que "iria para casa". Em 20 de fevereiro, McMahon indicou para investidores que Punk estava em um "período sabático". No entanto, em uma entrevista publicada no final de maio, Punk indicou que havia se aposentado; ele foi questionado sobre qual a sensação de estar aposentado com 35 anos e respondeu "É uma sensação boa." O contrato de Punk com a WWE posteriormente expirou em julho de 2014, tornando o Royal Rumble na sua última aparição pela empresa. Em novembro de 2014, Punk revelou em um podcast de Colt Cabana que realmente foi demitido por violar seu contrato, recebendo o anúncio no dia de seu casamento com AJ Lee. Em 6 de dezembro de 2014, Punk assinou um contrato para competir na promoção de artes marciais mistas Ultimate Fighting Championship (UFC) nas divisões peso-médio ou meio-médio a partir de 2015.
O Raw do dia seguinte após o Royal Rumble começou com Triple H e Stephanie McMahon (a The Authority) abordando o pay-per-view; eles zombaram o público por não conseguirem o que queriam: a participação de Daniel Bryan na luta Royal Rumble. Porém, este veio até o ringue e confrontou-os, mas na sequência Bryan foi atacado pela The Shield; todavia, John Cena e Sheamus vieram em seu auxílio. Como resultado, Bryan, Cena e Sheamus reuniram-se para confrontar a The Shield em uma luta de trios no mesmo dia pelo direito de participar do combate Elimination Chamber no pay-per-view homônimo pelo Campeonato Mundial dos Pesos-Pesados da WWE de Randy Orton. Durante a luta, a The Wyatt Family (Bray Wyatt, Luke Harper e Erick Rowan) interferiu, fazendo com que a The Shield fosse desqualificada e, assim, Bryan, Cena e Sheamus se classificaram para a luta Elimination Chamber. Antonio Cesaro e o retornado Christian também se qualificaram para o combate pelo Campeonato Mundial dos Pesos-Pesados da WWE no Elimination Chamber ao derrotarem Dolph Ziggler e Jack Swagger, respectivamente. Por custar-lhes esse combate de classificação, a The Shield jurou vingança contra a Wyatt Family, o que gerou uma luta entre os dois grupos também no Elimination Chamber, que a facção de Wyatt venceu.

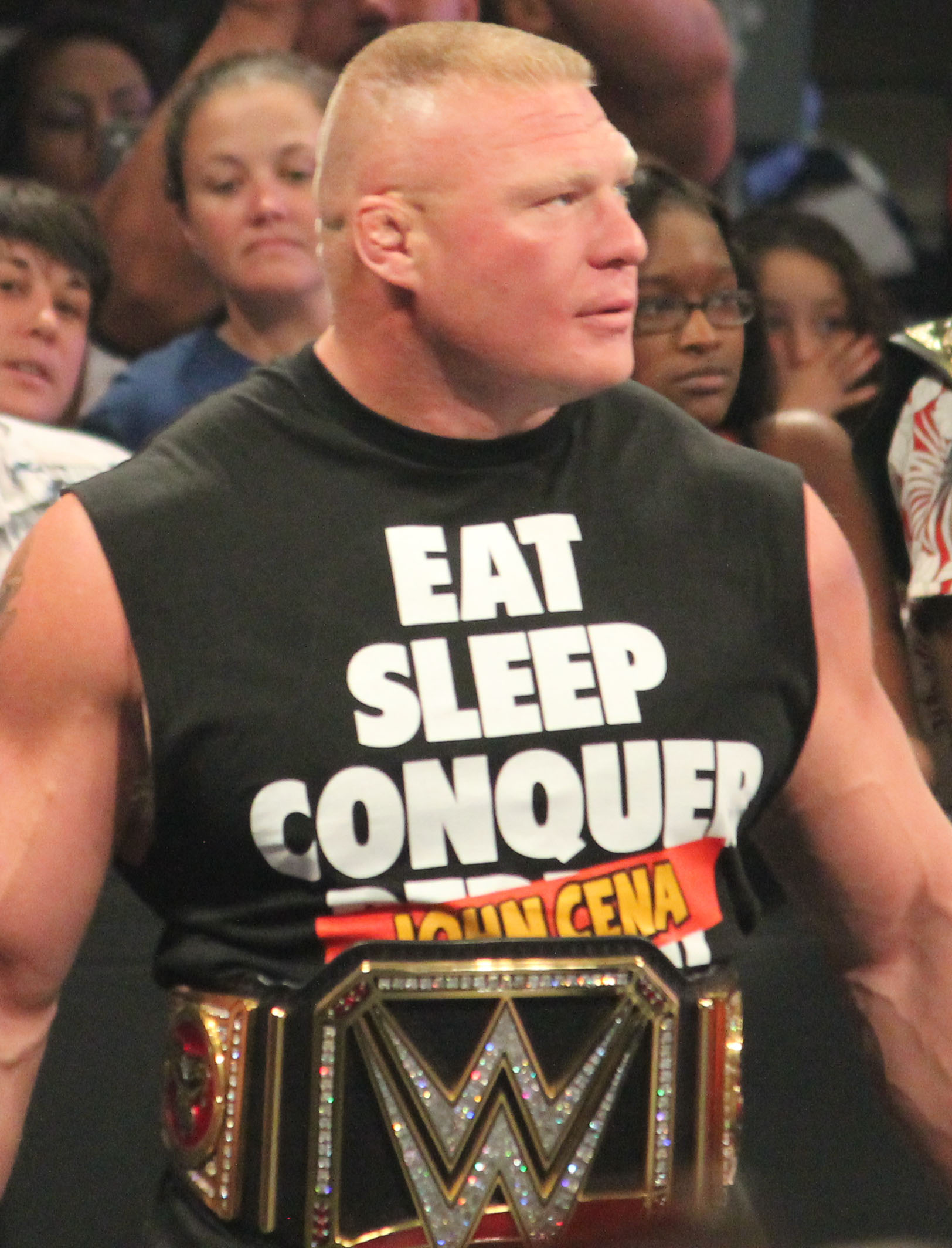
Após o Royal Rumble, Brock Lesnar derrotou The Undertaker no WrestleMania XXX e conquistou o Campeonato Mundial dos Pesos-Pesados da WWE no SummerSlam

No pay-per-view Elimination Chamber, que aconteceu em 23 de fevereiro de 2014, Randy Orton reteve o seu Campeonato Mundial dos Pesos-Pesados ao vencer a luta de mesmo nome. Durante o combate, a Wyatt Family interferiu, causando a eliminação de Cena; Kane também interveio, distraindo Bryan, permitindo que Orton o eliminasse, encerrando o combate. Também no Elimination Chamber, Batista venceu Alberto Del Rio, onde a reação do público negativa a Batista continuou. Devido a isso, Batista respondeu ao público no SmackDown de 28 de fevereiro, dizendo que ele não voltou para ser amado e prometendo ser o próximo campeão mundial dos pesos-pesados da WWE, tornando-se em um vilão no processo. Entretanto, Daniel Bryan também foi adicionado no evento principal do WrestleMania XXX após derrotar Triple H na mesma noite. Bryan acabaria por vencer o título, forçando Batista a desistir depois de um Yes! Lock.
No Raw de 24 de fevereiro, Brock Lesnar, acompanhado por seu empresário Paul Heyman, manifestou insatisfação sobre não disputar o Campeonato Mundial dos Pesos-Pesados da WWE no WrestleMania XXX. Em vez disso, a The Authority ofereceu a Brock um contrato para enfrentar qualquer outra pessoa no evento. Eles foram interrompidos pelo retornado The Undertaker, que confrontou Lesnar. Após assinar o contrato para uma luta com Undertaker como adversário, este aceitou o desafio de Lesnar esfaqueando-o com uma caneta e aplicando um Chokeslam através de uma mesa. Lesnar acabaria por vencer Undertaker, encerrando sua série invicta de 21 vitórias em WrestleManias. Brock Lesnar futuramente também ganharia uma chance ao Campeonato Mundial dos Pesos-Pesados da WWE no SummerSlam do mesmo ano, onde derrotou John Cena, o campeão na altura, ganhando o campeonato mundial da WWE pela quarta vez na carreira.

## Recepção
A reação negativa dos fãs presentes no evento em Pittsburgh foi tão grande que foi relatado como uma das principais notícias sobre o Royal Rumble. Durante a disputa do título entre John Cena e Randy Orton, os fãs gritavam "isso é horrível", e por Daniel Bryan, entre outros cânticos. O público continuou a cantar por Bryan durante a luta Royal Rumble, e quando Rey Mysterio (um mocinho) foi revelado como o número 30 e a possível participação de Bryan no combate foi descartada, os fãs vaiaram Mysterio, continuaram a gritar por Bryan e aplaudiram a eventual eliminação de Mysterio. As vaias continuaram pelo resto da luta, e quando só Batista e Roman Reigns permaneceram no combate, eles torceram por Reigns (um vilão) e mais tarde vaiaram a vitória de Batista. Após o show sair do ar, este zombou Bryan e gesticulou seu dedo médio para a multidão.  Aaron Oster do The Baltimore Sun escreveu: "Mysterio recebeu mais vaias do que ele já teve em sua carreira na WWE", e, no caso de Batista, "além do fato de que um suposto favorito dos fãs estava sendo vaiado, os cânticos desfavoráveis  foram mais fortes do que sobre qualquer outro vencedor de uma luta Royal Rumble. Lembro-me, inclusive de quando Vince McMahon venceu em 1999".

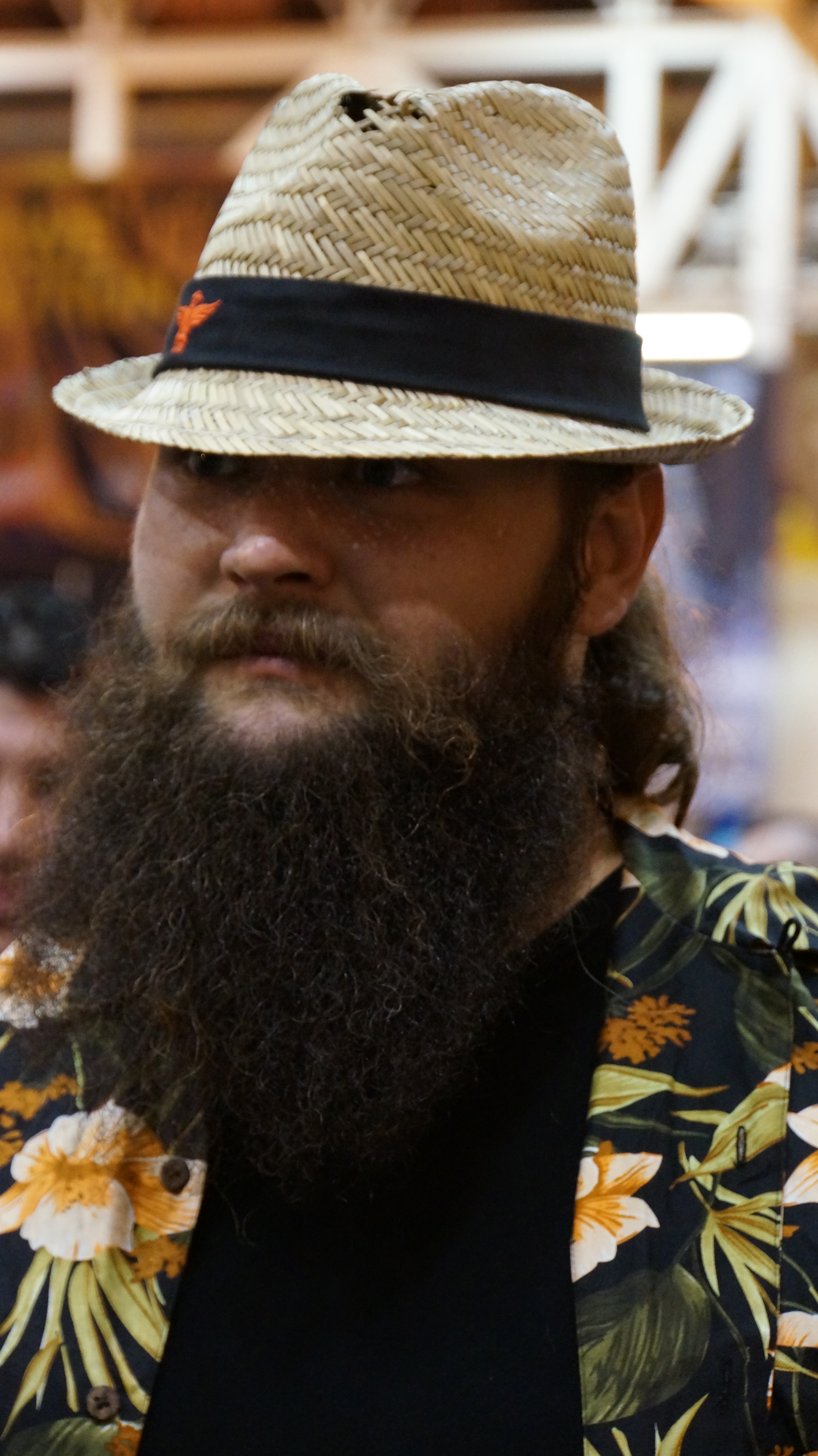
A luta entre Bray Wyatt (foto) e Daniel Bryan foi a mais elogiada da noite

Os fãs foram às redes sociais para mostrar o seu desagrado para com o evento. A BBC informou que a respeito da exclusão de Bryan da luta Royal Rumble, muitas pessoas expressaram sua raiva através da internet, com as hashtags "#RoyalRumble", "#WWE" e "#DanielBryan" estando nos trending topics do Twitter". O Herald & Review descreveu a reação ao evento como "um pesadelo de relações públicas para a WWE", já que os comentários mais "curtidos" na página do Facebook oficial da WWE no prazo de 24 horas após do evento incluíam "pior PPV de todos" e, em referência à futuramente lançada WWE Network, "não Bryan, não compre." O lutador aposentado Mick Foley criticou a gestão da companhia nas mídias sociais, afirmando: "a WWE realmente odeia seu próprio público? eu nunca estive tão enojado com um PPV." Em protesto, Foley destruiu sua televisão.
Dale Plummer e Nick Tylwalk do Canadian Online Explorer avaliaram o evento com uma nota 6 de 10. A luta entre Wyatt e Bryan foi classificada como o ponto alto da noite, recebendo uma avaliação de 9.5 de 10; já Cena contra Orton foi descrito como um "caso desleixado que não vai ficar entre os melhores trabalhos dos dois", recebendo uma nota 4 de 10, enquanto o confronto entre Lesnar e Big Show recebeu uma classificação de 1 de 10. Eles descreveram o evento como "irregular", e que "a desaprovação dos fãs no Consol Energy Center em como o Royal Rumble foi decaindo de nível será a memória duradoura para quem assistiu ao show".
James Caldwell do Professional Wrestling Torch Newsletter classificou o Royal Rumble com 2.5 de 5 estrelas, comentando que "bem, o tiro saiu pela culatra". Ele escreveu que o "Rumble começou muito bem, em seguida, decaiu bruscamente", e descreveu Batista como "fora de forma". Caldwell também classificou a luta entre Bryan e Wyatt com 4 de 5 estrelas, descrevendo-o como "facilmente, esse foi o melhor combate de Bray na WWE, havendo grande química entre ambos os lutadores". Caldwell optou por não avaliar o confronto de Lesnar e Big Show, comentando que foi necessariamente curto devido a Show estar lesionado. Por fim, Caldwell avaliou o combate pelo título da WWE entre Orton e Cena com 2 de 5 estrelas.
Benjamin Tucker, que participou do evento e também a partir do Professional Wrestling Torch Newsletter, classificou o Royal Rumble com uma nota 6 de 10, dizendo que "o show começou ótimo, mas lentamente perdeu força antes de terminar em completas vaias." Para luta Royal Rumble, Tucker disse que "os primeiros dois terços foram emocionantes, com vários lutadores se destacando bem", "até que os atletas de nível mais baixo continuaram a entrar na metade final do combate." Tucker sentiu que "Roman Reigns foi a estrela da luta, superando até mesmo Batista. Enquanto este tropeçava dentro do ringue como...bem, um velho lutador aposentado, Reigns parecia um monstro absoluto". Para o combate de abertura, Tucker sentiu que o "ritmo deliberado não prejudicou a luta. Em vez disso, permitiu a Bray continuar usando seu personagem até o fim." Para os outros confrontos, Tucker escreveu que "Lesnar parecia uma besta implacável", enquanto "Orton e Cena tiveram seus desempenhos mais sem graça de sempre. Havia muita pouca história para a luta e falta de criatividade em tudo".
O Royal Rumble do ano seguinte também recebeu reações fortemente negativas. Alguns sites, inclusive, o classificaram como ainda pior que o evento de 2014. Novamente, a participação de Daniel Bryan e o vencedor da luta Royal Rumble foram os alvos das críticas. Quando Bryan foi precocemente eliminado na primeira parte do combate, o público presente na arena repetidamente gritava seu nome, enquanto vaiavam outros lutadores que faziam suas entradas, incluindo o eventual vencedor Roman Reigns, um favorito dos fãs. Reigns, que havia sido apoiado no final da luta em 2014, foi vaiado depois de vencer o combate, mesmo depois que ele recebeu a ajuda de The Rock, com este último também sendo vaiado por ajudar Reigns. Mais uma vez, os fãs foram para as redes sociais para mostrar seu descontentamento com a eliminação de Bryan e com a escolha do vencedor do combate Royal Rumble.

## Resultados
| Nº                                          | Resultados                                                                    | Estipulações                                                                                        | Tempo |
| ------------------------------------------- | ----------------------------------------------------------------------------- | --------------------------------------------------------------------------------------------------- | ----- |
| Pré- show                                   | New Age Outlaws (Billy Gunn e Road Dogg) derrotaram Cody Rhodes e Goldust (c) | Luta de duplas pelo Campeonato de Duplas da WWE                                                     | 6:28  |
| 1                                           | Bray Wyatt derrotou Daniel Bryan                                              | Luta individual                                                                                     | 21:31 |
| 2                                           | Brock Lesnar (com Paul Heyman) derrotou Big Show                              | Luta individual                                                                                     | 1:59  |
| 3                                           | Randy Orton (c) derrotou John Cena                                            | Luta individual pelo Campeonato Mundial dos Pesos-Pesados da WWE                                    | 20:56 |
| 4                                           | Batista venceu ao eliminar por último Roman Reigns                            | Luta Royal Rumble por uma luta pelo Campeonato Mundial dos Pesos-Pesados da WWE no WrestleMania XXX | 55:08 |
| (c) – Refere-se aos campeões antes da luta. |                                                                               | |       |

### Entradas e eliminações da luta Royal Rumble

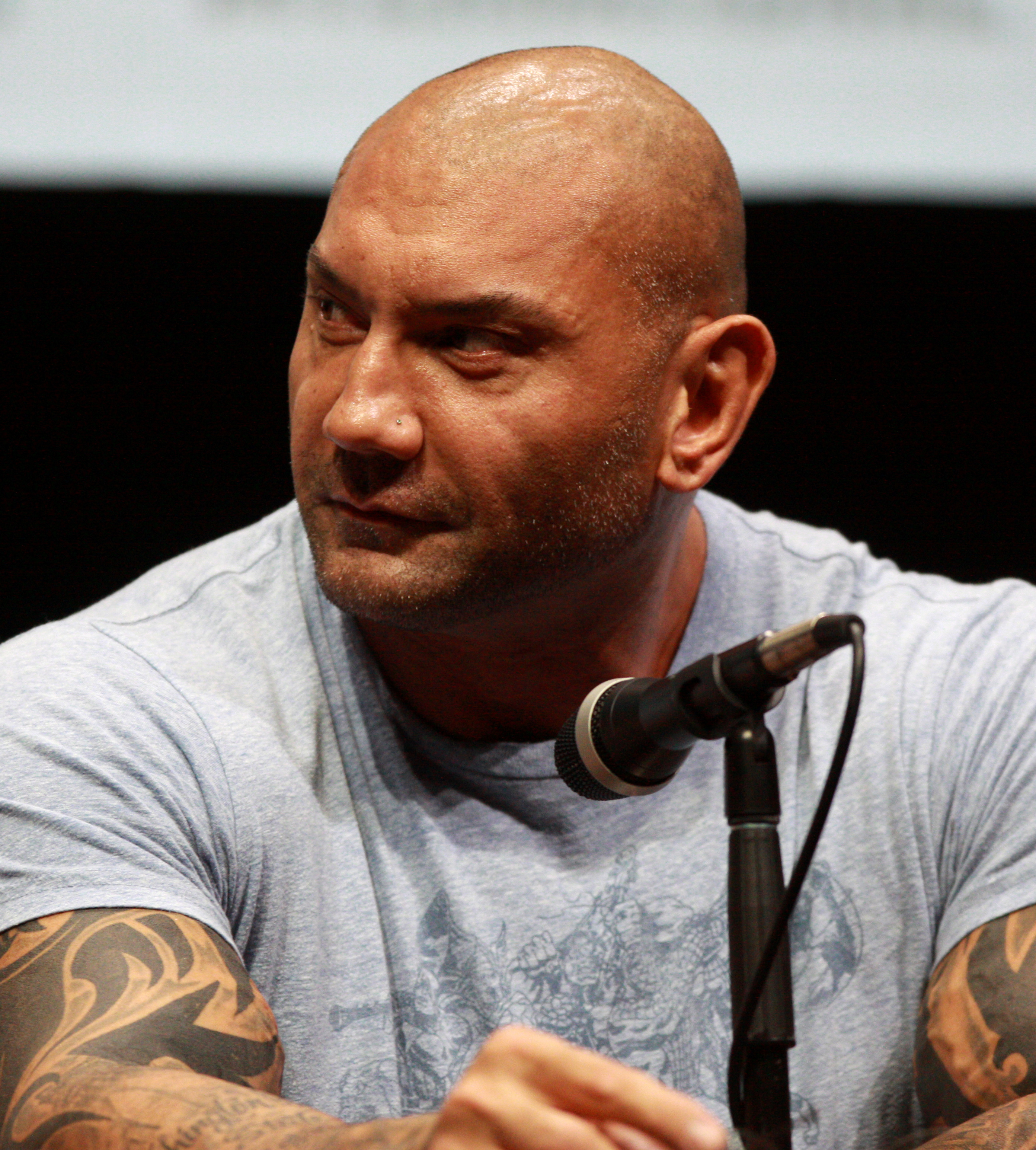
Batista, vencedor da luta Royal Rumble de 2014

| Símbolo | Significado                                          |
| ------- | ---------------------------------------------------- |
| †       | Indica o menor tempo.                                |
| ¤       | Indica que o lutador não faz parte do elenco da WWE. |
|         | Indica o vencedor.                                   |

| Nº | Lutador                  | Ordem de eliminação | Eliminado por                                      | Tempo  | Eliminações |
| -- | ------------------------ | ------------------- | -------------------------------------------------- | ------ | ----------- |
| 1  | CM Punk                  | 27                  | Kane                                               | 49:11  | 3           |
| 2  | Seth Rollins             | 25                  | Roman Reigns                                       | 48:31  | 3           |
| 3  | Damien Sandow            | 1                   | CM Punk                                            | 02:08  | 0           |
| 4  | Cody Rhodes              | 11                  | Goldust                                            | 20:50  | 1           |
| 5  | Kane                     | 2                   | CM Punk                                            | 00:56  | 1           |
| 6  | Alexander Rusev          | 3                   | Kofi Kingston, CM Punk, Cody Rhodes e Seth Rollins | 06:42  | 0           |
| 7  | Jack Swagger             | 6                   | Kevin Nash                                         | 12:07  | 0           |
| 8  | Kofi Kingston            | 7                   | Roman Reigns                                       | 12:32  | 1           |
| 9  | Jimmy Uso                | 5                   | Dean Ambrose                                       | 07:46  | 0           |
| 10 | Goldust                  | 12                  | Roman Reigns                                       | 11:50  | 1           |
| 11 | Dean Ambrose             | 26                  | Roman Reigns                                       | 33:46  | 3           |
| 12 | Dolph Ziggler            | 8                   | Roman Reigns                                       | 05:59  | 0           |
| 13 | R-Truth                  | 4                   | Dean Ambrose                                       | 00:28  | 0           |
| 14 | Kevin Nash¤              | 9                   | Roman Reigns                                       | 02:29  | 1           |
| 15 | Roman Reigns             | 29                  | Batista                                            | 33:41  | 12          |
| 16 | The Great Khali          | 10                  | Roman Reigns, Dean Ambrose e Seth Rollins          | 00:24  | 0           |
| 17 | Sheamus                  | 28                  | Roman Reigns                                       | 28:11  | 1           |
| 18 | The Miz                  | 16                  | Luke Harper                                        | 12:01  | 0           |
| 19 | Fandango                 | 13                  | El Torito                                          | 02:45  | 0           |
| 20 | El Torito                | 14                  | Roman Reigns                                       | 01:26  | 1           |
| 21 | Antonio Cesaro           | 24                  | Roman Reigns                                       | 16:57  | 0           |
| 22 | Luke Harper              | 23                  | Roman Reigns                                       | 15:02  | 2           |
| 23 | Jey Uso                  | 17                  | Luke Harper                                        | 04:21  | 0           |
| 24 | John "Bradshaw" Layfield | 15                  | Roman Reigns                                       | 00:21† | 0           |
| 25 | Erick Rowan              | 18                  | Batista                                            | 04:47  | 0           |
| 26 | Ryback                   | 19                  | Batista                                            | 03:49  | 0           |
| 27 | Alberto Del Rio          | 20                  | Batista                                            | 02:47  | 0           |
| 28 | Batista                  | -                   | Vencedor                                           | 12:52  | 4           |
| 29 | Big E Langston           | 21                  | Sheamus                                            | 02:41  | 0           |
| 30 | Rey Mysterio             | 22                  | Seth Rollins                                       | 02:00  | 0           |

↑ CM Punk foi nomeado o número 1 por Kane no Raw de 20 de janeiro.
↑ Kane já tinha sido eliminado quando ele retornou para eliminar Punk no final do combate.
↑ Roman Reigns eliminou 12 lutadores, batendo o recorde de eliminações em um único Royal Rumble.